# Boleradice

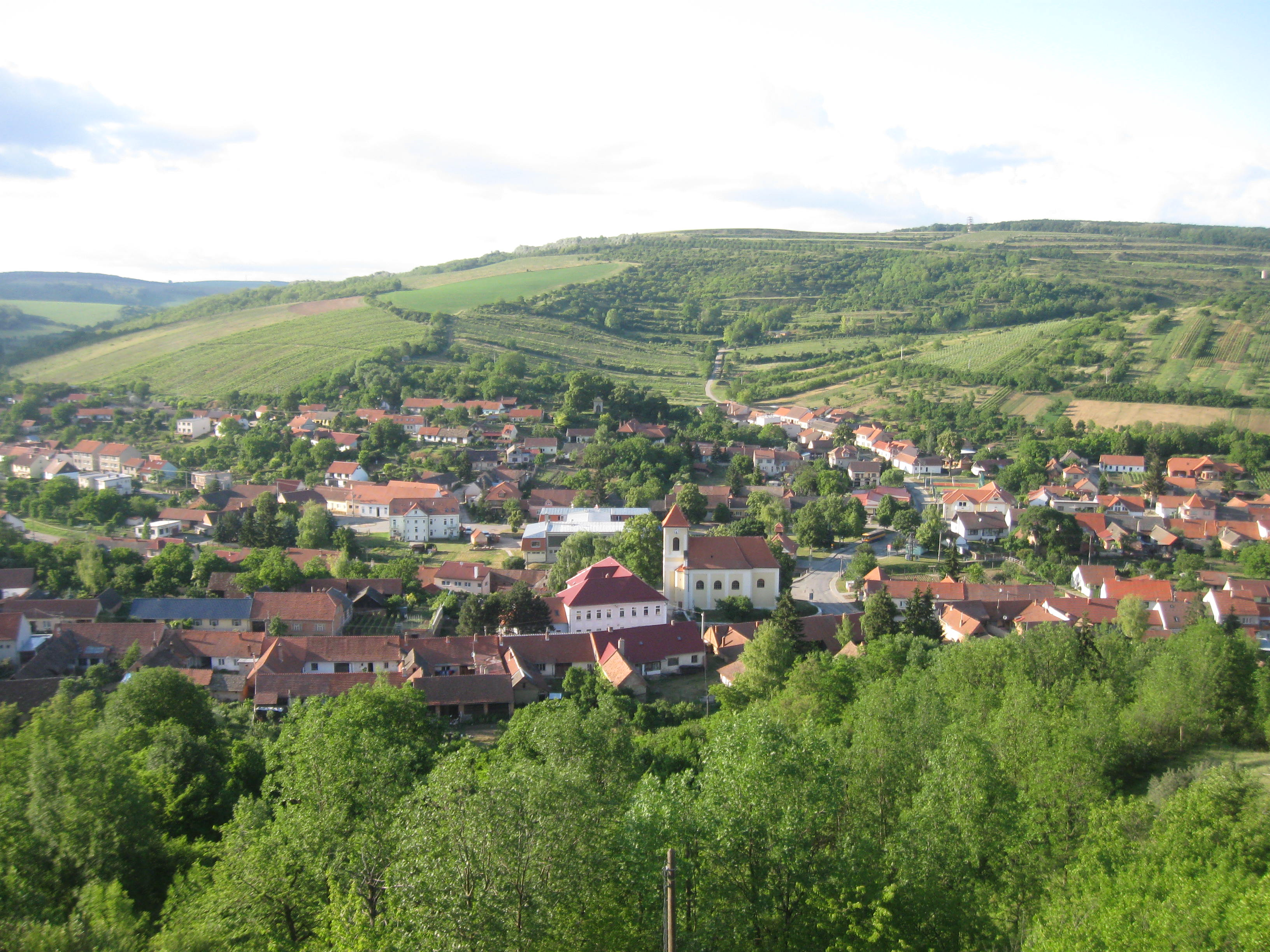
Das südmährische Dorf Boleradice

Boleradice (deutsch Polehraditz, früher Pollehraditz) ist eine Minderstadt in Tschechien. Sie liegt fünf Kilometer südwestlich von Klobouky u Brna und gehört zum Okres Břeclav.

## Geographie
Boleradice befindet sich in den Hügeln der Boleradická vrchovina, eines westlichen Ausläufers des Steinitzer Waldes im Tal des Baches Haraska. Nördlich erhebt sich der Nedánov (368 m), im Nordosten die Plunary (336 m), südlich die Paseky (277 m), südöstlich der Ochozy (319 m), Hrádek und Kuntinov (322 m), im Süden der Dlouhý kněžský vrch (316 m) sowie westlich der Přední kout (410 m). Am nordwestlichen Ortsausgang liegt der Teich Boleradický rybník.
Nachbarorte sind Divácký Mlýn und Martinice im Norden, Klobouky u Brna im Nordosten, Augustinov und Morkůvky im Osten, Ostrůvek und Kobylí im Südosten, Němčičky und Horní Bojanovice im Süden, Kurdějov im Südwesten, Nová Ves im Westen sowie Nikolčice und Diváky im Nordwesten.

## Geschichte
Archäologische Funde auf dem Gemeindegebiet reichen bis in die Altsteinzeit zurück. Aus dem 9. Jahrhundert stammt eine slawische Grabstätte.
Die erste schriftliche Erwähnung des zum Teil der Kirche in Břeclav gehörigen Ortes erfolgte 1141 durch Bischof Heinrich Zdik im Besitzverzeichnis des Bistums Olmütz. Boleradice war der Burg Břeclav unterstellt und die Einkünfte von fünf Vorwerken standen der Wenzelskirche in Břeclav zu. Zu Beginn des 13. Jahrhunderts erwarb Lev von Klobouk den Besitz. Dieser schenkte den größten Teil seiner Güter dem von ihm gegründeten Prämonstratenserkloster Obrowitz (Zábrdovice). Seinem gleichnamigen Sohn hinterließ er nur Boleradice, Němčičky und Kurdějov. Dieser errichtete wahrscheinlich als seinen Sitz die Burg Polehrad (Polní hrad) und nannte sich ab 1235 Lev von Polehrad. Auf einem Sporn am Fuße der Burg ließ er im ersten Drittel des 13. Jahrhunderts die Johannes dem Täufer geweihte Pfarrkirche erbauen. 1358 verkauften die Herren von Polehrad die gleichnamige Herrschaft dem Wilhelm von Kunstadt († 1371), der die Kunstadter Linie Polehrad (Boleradičtí z Kunštátu) begründete. Um 1490 verkaufte Boček Kuna von Kunstadt († 1495), die Herrschaft an Protivec von Zástřizl auf Čejkovice. 1512 konnte Heralt Kuna von Kunstadt († nach 1526) den Besitz von Protivecs Sohn zurückerwerben. Er ließ die Burg umbauen und 1531 wurde sie als Schloss bezeichnet. Nachfolgende Besitzer wurden 1537 die Brüder Wilhelm und Albrecht von Víckov auf Czimburg, dabei wurde Boleradice erstmals als Städtchen bezeichnet. 1559 siedelten sich Täufer (Hutterer) an. Deren Bruderhof  brannte 1611 nieder. Zu Beginn des 17. Jahrhunderts bestand Boleradice aus 106 Wirtschaften. Aus dem Jahre 1607 stammt der erste Nachweis über eine Schule. Nach der Schlacht am Weißen Berg wurden im Jahre 1620 die Güter des Aufständischen Johann Adam von Víckov konfisziert. 1622 schenkte König Ferdinand II. den Markt Boleradice dem Brünner Jesuitenorden, der sie mit seinem Gut Diváky zusammenschloss. Die Täufer wurden 1621 vertrieben. Während des Dreißigjährigen Krieges verödete das Städtchen, auch die Pfarre erlosch. Im Hufenregister von 1656 sind lediglich 30 Anwesen als bewirtschaftet ausgewiesen. Auf einigen wüsten Grundstücken siedelten sich in dieser Zeit Juden an. 1716 lebten in Boleradice zwölf Halbhüfner und 28 Viertelhüfner. Im Laufe des 18. Jahrhunderts wurde der Ort auch als Wolehraditz bzw. Wolchraditz bezeichnet. 1763 hatte das Städtchen 463 Einwohner. Im Zuge der Josephinischen Reformen fiel Boleradice mit Diváky dem Religionsfonds zu, von dem es Karoline von Liechtenstein kaufte. Sie vermachte die Güter ihrem illegitimen Sohn Karl Ludwig von Fribert. Nachfolgende Besitzer waren die Freiherren von Levetzow.
Nach der Aufhebung der Patrimonialherrschaften bildete Polehradice/Polehraditz ab 1850 eine Gemeinde in der Bezirkshauptmannschaft Auspitz und dem Gerichtsbezirk Klobouk. Seit 1924 führt der Ort den tschechischen Namen Boleradice. Nachdem die Bezirksstadt Auspitz 1938 infolge des Münchner Abkommens dem Deutschen Reich zugeschlagen worden waren, wurde Boleradice danach bis 1945 dem Politischen Bezirk Brünn-Land zugeordnet. Nach dem Ende des Zweiten Weltkriegs wurde der Okres Hustopeče wiederhergestellt. Nach dessen 1960 erfolgter Aufhebung gehört Boleradice zum Okres Břeclav. Seit 1997 führt Boleradice ein Wappen und Banner. Boleradice hat seit dem 1. Dezember 2006 den Status eines Městys. Nördlich des Ortes bestehen Weinberge.

## Gemeindegliederung
Für den Městys Boleradice sind keine Ortsteile ausgewiesen.

## Sehenswürdigkeiten
- Kirche Johannes des Täufers, der spätromanische Bau auf einem Sporn über dem Anger ist seit 1278 nachweisbar. Erbaut wurde sie im ersten Drittel des 13. Jahrhunderts.
- Statue des hl. Johannes von Nepomuk, unterhalb der Kirche
- Kapelle des hl. Rochus, nördlich über dem Ort, der neobarocke Bau entstand 1888
- Steinkreuz am Weg nach Horní Bojanovice
- Aussichtsturm auf dem Nedánov, die 26 m hohe Konstruktion aus Holz und Metall wurde am 26. Juli 2009 eingeweiht
- Weinkellerareal Tihelňa
- Burgstall Polehrad, südlich des Ortes auf dem Paseky. Die Burg wurde wahrscheinlich vor 1235 durch Lev von Klobouks gleichnamigen Sohn errichtet, der sich seit 1235 Lev von Polehrad nannte. 1373 wurde die Burg erstmals schriftlich in der Landtafel erwähnt. Als die Herren von Víckov 1536 Boleradice kauften, wurde sie als wüstes Schloss bezeichnet und später als Baumaterial verwendet.
- archäologische Fundstätte Hrádek auf der gleichnamigen Kuppe, mit Resten einer Befestigungsanlage vom Ende der Hallstattzeit
- Naturreservat Roviny, westlich des Dorfes am Přední kout
- Naturreservate Hrádek, Velký Kuntínov, Jesličky, Nosperk, Zázmoníky südöstlich des Dorfes, geschützt seit 1986